# Anna Komnene
Anna Komnene (tiếng Hy Lạp cổ: Ἄννα Κομνηνή, Ánna Komnēnḗ; 1 tháng 12, 1083 – 1153), thường được Latinh hóa thành Anna Comnena, là một công chúa, học giả, bác sĩ, quản lý bệnh viện và nhà sử học Đông La Mã. Bà là con gái của Hoàng đế Đông La Mã Alexios I và Hoàng hậu Eirene Doukaina. Bà chính là tác giả của Alexiad, một tập tài liệu kể về triều đại của phụ hoàng, mà điểm độc đáo ở chỗ do một công chúa viết về cha mình.

## Thuở thiếu thời
Công chúa Anna chào đời vào ngày 1 tháng 12 năm 1083  tại Phòng Porphyra thuộc Hoàng cung Constantinopolis và do đó nghiễm nhiên trở thành một porphyrogenita. Bà lưu ý về di sản đế chế trong tập sử liệu Alexiad bằng cách nói rằng mình đã "sinh ra và lớn lên trong màu áo tía." Anna là người lớn nhất trong số bảy đứa con; những người em còn lại (theo thứ tự) là Maria, Ioannes II, Andronikos, Isaakios, Eudokia và Theodora, nhưng bà vẫn là người được phụ hoàng yêu thương nhất. Trong Alexiad, Anna nhấn mạnh tình cảm của mình đối với song thân trong mối quan hệ giữa bà với Alexios và Eirene. Anna ghi chép trong Alexiad lúc mình còn nhỏ đã được nuôi dưỡng bởi chính tay cựu Hoàng hậu Maria xứ Alania, mẹ của vị hôn phu đầu tiên của Anna, Konstantinos Doukas. Trên thực tế việc Anna được mẹ chồng tương lai nuôi dạy khá phổ biến đối với truyền thống đương thời.

## Giáo dục
Anna viết phần đầu trong quyển Alexiad về quá trình giáo dục của mình, nhấn mạnh đến trải nghiệm của bà về văn học, tiếng Hy Lạp, thuật hùng biện và khoa học. Bà còn được gia sư dạy kèm các môn học bao gồm thiên văn học, y học, sử học, quân sự, địa lý và toán học. Việc Anna chú ý đến chuyện học hành của mình qua lời một học giả thời Trung Cổ là Niketas Choniates, rằng Anna "hăng hái dành hầu hết thời gian vào triết học, nữ hoàng của tất cả các khoa học, và được rèn luyện trong mọi lĩnh vực." Quan niệm của Anna về việc giáo dục của mình đã được trình bày trong bản di chúc của bà, thể hiện lòng tin của song thân cho phép bà tiếp nhận một nền giáo dục tương xứng với địa vị của mình. Di chúc này trái ngược với một bài điếu văn về tang lễ của Anna do người cùng thời với bà là Georgios Tornikes viết nên. Trong bài điếu văn của mình, ông nói rằng bà phải lén đọc những bài thơ cổ xưa như Odyssey bởi vì cha mẹ bà không tán thành việc tiếp xúc với đa thần giáo và những "kỳ công nguy hiểm" khác vốn được xem là "gây hại" với nam giới và "quá xảo quyệt" với phụ nữ. Tornikes tiếp tục nói rằng Anna đã "làm tăng thêm sự yếu đuối trong tâm hồn mình" và nghiên cứu thơ ca "từng chút một để tránh bị cha mẹ mình phát hiện."

## Hôn nhân
Theo đúng tập tục dành cho tầng lớp quý tộc thời Trung Cổ, Anna đã được đính hôn ở tuổi vị thành niên. Bà sẽ lấy Konstantinos Doukas, con trai của Hoàng đế Mikhael VII và Hoàng hậu Maria xứ Alania. Bởi vì vào lúc làm lễ đính hôn Hoàng đế Alexios I không có con trai, chàng trai trẻ Konstantinos được phong làm đồng hoàng đế của Đế quốc Đông La Mã. Em trai của Anna là Ioannes chào đời vào năm 1087, và Konstantinos đã để mất quyền thừa kế ngai vàng. Ông qua đời ngay sau đó.
Năm 1097, Anna Komnene vừa tròn 14 tuổi đã kết hôn với Caesar Nikephoros Bryennios Trẻ. Nikephoros Bryennios là con trai của một danh gia vọng tộc đã từng tranh chấp ngôi vua trước khi Alexios I đăng quang đế vị. Nikephoros còn là một chính khách, tướng lĩnh và nhà sử học nổi tiếng. Anna tuyên bố rằng cuộc hôn nhân này là một sự kết hợp chính trị chứ không phải là vì tình yêu thực sự. Tuy vậy, phần lớn nó đã chứng tỏ đây là một sự kết hợp thành công trong bốn mươi năm và hai người có với nhau bốn đứa con gồm:
1. Alexios Komnenos, megas doux (khoảng 1102 – khoảng 1161/1167)
2. Ioannes Doukas (khoảng 1103 – sau 1173)
3. Eirene Doukaina (khoảng 1105 – ?)
4. Maria Bryennaina Komnene (khoảng 1107 – ?)

Anna đã chứng minh là mình có khả năng không chỉ ở cấp độ trí tuệ mà còn trong những vấn đề thiết thực. Phụ hoàng đã giao cho bà phụ trách một bệnh viện lớn và cô nhi viện mà ông xây dựng để cho bà quản lý tại kinh thành Constantinopolis. Anna từng đứng ra giảng dạy y khoa tại bệnh viện này, cũng như tại các bệnh viện và cô nhi viện khác. Bà được xem là một chuyên gia về bệnh gút. Anna đã ra sức điều trị cho cha mình trong giờ phút lâm chung của ông.

## Tranh giành ngôi vị
Năm 1087, hoàng đệ của Anna là Ioannes được sinh ra. Vài năm sau khi chào đời, năm 1092, Ioannes được chỉ định làm hoàng đế. Theo sử gia Niketas Choniates, Hoàng đế Alexios đã tỏ ra "thiên vị" Ioannes và tuyên bố phong ông làm hoàng đế trong khi Hoàng hậu Eirene "đem toàn bộ ảnh hưởng của bà về phía [Anna]" và "liên tục cố gắng" thuyết phục hoàng đế chỉ định Nikephoros Bryennios, chồng của Anna, thế vào chỗ Ioannes. Khoảng năm 1112, Alexios bị bệnh thấp khớp và không thể cử động được nữa. Do đó ông đã chuyển giao chính quyền dân sự sang cho vợ mình là Eirene; bà lần lượt giao phó quyền hành lại cho con rể Bryennios. Choniates nói rằng, khi Hoàng đế Alexios mất trong phòng ngủ của mình, Ioannes vội chạy đến nơi và "lén" lấy lấy chiếc nhẫn của phụ hoàng đeo vào tay mình "như thể đang trong tang lễ." Anna cũng hoạt động hết mình nhờ sự ủng hộ từ chồng bà trong giây phút lâm chung của Alexios. Năm 1118, Alexios I Komnenos băng hà. Một giáo sĩ đã tôn Ioannes lên ngôi hoàng đế tại Hagia Sophia.
Theo Smythe cho biết thì Anna "cảm thấy bị lừa dối" bởi vì bà mới "đáng được thừa kế." Thật vậy, theo ghi chép của Anna Komnene trong Alexiad, lúc sinh ra bà đã hiện diện với "một cái vương miện và vương vị của đế quốc." "Mục đích chính" của Anna trong việc miêu tả các sự kiện trong Alexiad, theo lời Stankovich, là để "nhấn mạnh đến quyền lợi chính đáng của riêng mình" cho việc lên ngôi và phải được "ưu tiên hơn người em trai Ioannes."
Theo quan điểm của niềm tin này, Jarratt ghi lại rằng Anna "gần như chắc chắn" tham gia vào mưu đồ sát hại Ioannes ngay tại đám tang của Alexios. Thật vậy, Anna, theo Hill, đã cố gắng chiêu binh mãi mã hòng đánh đổ Ioannes. Theo Choniates, Anna "bị kích động bởi tham vọng và hận thù" nhằm lên kế hoạch cho vụ mưu sát này. Smythe tuyên bố rằng âm mưu này "chẳng có gì xảy ra." Jarratt, ghi lại rằng, một thời gian ngắn sau đó, Anna và Bryennios đã "tổ chức một âm mưu khác." Tuy nhiên, theo Hill, Bryennios kiên quyết từ chối lật đổ Ioannes, khiến Anna không thể tiếp tục kế hoạch của mình được nữa. Vì sự từ chối này, Anna, theo Choniates, đã phải than rằng "tự nhiên đã nhầm lẫn giới tính của chúng ta, bởi vì ông ấy lẽ ra phải là phụ nữ." Theo Jarratt, Anna thể hiện "một sự lặp đi lặp lại cơn giận dữ đầy vẻ khêu gợi." Thật vậy, Smythe khẳng định rằng các mục tiêu của Anna đã "bị người đàn ông của đời mình cản trở." Tuy vậy, mẫu hậu Eirene, theo Hill, cũng từ chối tham gia vào kế hoạch nổi dậy chống lại một vị hoàng đế "đã được quần thần tôn lên ngôi". Thế nhưng theo lời Hill chỉ ra rằng những nguồn sử liệu bên trên của Choniates, vốn được viết ra sau năm 1204, và do vậy đã có sự "khác biệt khá xa" khỏi các sự kiện "thực tế" và rằng "cuốn nhật ký" của ông nhằm "tìm kiếm nguyên nhân" từ vụ kinh thành Constantinopolis thất thủ vào năm 1204.
Âm mưu này sớm bị bại lộ và triều đình ra lệnh tước hết tài sản của Anna. Sau cái chết của chồng, bà bước chân vào tu viện Kecharitomene do mẫu hậu sáng lập từ trước. Bà vẫn còn ở đó cho đến lúc qua đời.

## Vai trò sử gia
Trong cảnh sống ẩn dật ở chốn tu viện, Anna đã dành hầu hết thời gian vào việc nghiên cứu triết học và lịch sử. Bà cho tổ chức những buổi hội họp các bậc thức giả đáng kính, kể cả những người chuyên nghiên cứu Aristote. Trí tuệ bẩm sinh và kiến thức sâu rộng của Anna là điều hiển nhiên trong vài tác phẩm của bà. Trong số những thứ khác, bà đã làm quen với triết học, văn chương, ngữ pháp, thần học, thiên văn học và y học. Đây chỉ là phỏng đoán bởi vì những lỗi vụn vặt mà có lẽ bà đã trích dẫn Homer và Kinh Thánh xuất phát từ hồi ức khi viết nên tác phẩm nổi tiếng nhất của mình là Alexiad. Những chứng nhân đương thời, giống như giám mục đô thành Ephesus, Georgios Tornikes, coi Anna như một người đã đạt tới "đỉnh cao của trí khôn, cả thế tục lẫn thần quyền."
Là một nhà sử học, Nikephoros Bryennios Trẻ đã cố thực hiện một bài luận mà ông gọi là "Sử liệu", tập trung vào thời trị vì của Alexios I. Ông qua đời năm 1137 trước khi hoàn thành tác phẩm này. Ở độ tuổi 55, Anna tự đứng ra hoàn chỉnh nốt tác phẩm của chồng mình, gọi tác phẩm đã hoàn thiện này là Alexiad, kể về lịch sử cuộc đời và triều đại của phụ hoàng (1081–1118) bằng tiếng Hy Lạp. Alexiad ngày nay là nguồn sử liệu chính có liên quan đến lịch sử chính trị của Đông La Mã từ cuối thế kỷ 11 cho đến đầu thế kỷ 12. Tổng cộng gồm 15 quyển khi hoàn thành.
Trong Alexiad, Anna đã cung cấp cái nhìn sâu sắc về các mối quan hệ chính trị và chiến tranh giữa Alexios I và phương Tây. Bà mô tả sống động các loại vũ khí, những chiến thuật và các trận đánh giữa đôi bên. Điều đáng chú ý rằng bà viết về những sự kiện đã xảy ra hồi còn nhỏ, vì vậy đây không phải là những tài liệu được kiểm chứng đương thời. Tính trung lập của bà bị tổn hại bởi thực tế là bà đang viết lời ca ngợi cha mình và phỉ báng những người kế vị ông. Bất chấp sự thiên vị không chút nao núng này, tài liệu của Anna về cuộc Thập tự chinh thứ nhất vẫn có giá trị lớn đối với lịch sử bởi vì đây là tài liệu chứng nhân Đông La Mã duy nhất vẫn còn lại đến nay. Bà có cơ hội thu thập thông tin từ những nhân vật chính yếu trong tầng lớp cấp cao của Đông La Mã; người chồng Nikephorus Bryennios, đã từng chiến đấu trong cuộc đụng độ với nhà lãnh đạo cuộc thập tự chinh Godfrey thành Bouillon bên ngoài Constantinopolis vào ngày Thứ năm Tuần Thánh năm 1097; và người chú của bà, Georgios Palaiologos, đã có mặt tại Pelekanon vào tháng 6 năm 1097 khi Alexios I thảo luận về chiến lược trong tương lai với Thập tự quân. Như vậy, Alexiad công nhận các sự kiện diễn ra cuộc Thập tự chinh thứ nhất dưới góc nhìn từ tầng lớp cấp cao của Đông La Mã. Nó chuyền tải sự lo âu về quy mô đội quân các nước Tây Âu đang tung hoành ngang dọc lãnh thổ Đế chế, và những nguy hiểm mà họ có thể gây ra cho sự an toàn của kinh thành Constantinopolis. Anna cũng lần đầu tiên nhận ra người Vlach đến từ vùng Balkan với người Dacia, mà trong Alexiad (Chương XIV), đã mô tả địa điểm của họ nằm trên núi Haemus: "...ở hai bên sườn núi có nhiều bộ lạc sống sung túc, người Dacia và cả người Thracia cư trú ở phía bắc, và về phía nam, có nhiều người Thracia và người Makedonia".
Sự nghi ngờ đặc biệt được dành riêng cho nhà lãnh đạo Thập tự quân Bohemond thành Taranto, một người Norman miền Nam nước Ý nằm dưới sự lãnh đạo của phụ thân Robert Guiscard, từng mang quân xâm chiếm lãnh thổ Đông La Mã ở Balkan vào năm 1081.
Văn phong của Anna Komnene rập theo khuôn mẫu các sử gia đời xưa như Thucydides, Polybius và Xenophon. Do đó, nó thể hiện cuộc đấu tranh của Chủ nghĩa Athena mang đặc trưng của thời kỳ này, nhờ vậy mới tạo nên một thứ ngôn ngữ mang tính giả tạo cao độ. Phần lớn, niên đại các sự kiện trong Alexiad có cơ sở vững chắc, ngoại trừ những điều xảy ra sau khi Anna bị đày đến tu viện, và bà không còn được phép tiếp cận văn khố hoàng gia nữa. Dù vậy, quyển sử của bà đã đáp ứng được những chuẩn mực của thời đại mình.
Cho đến bây giờ vẫn chưa ai nắm rõ về thời điểm qua đời của Anna Komnene. Dựa theo kết luận trích từ Alexiad rằng bà vẫn còn sống vào năm 1148. Ngoài ra, Alexiad đã làm sáng tỏ tình trạng rối loạn cảm xúc của Anna. Bà viết rằng không ai có thể nhìn thấy bà được nữa, song vẫn có nhiều người căm ghét bà. Do vậy, bà không ưa cái vị trí cô lập trong xã hội mà tình cảnh lưu vong đã ràng buộc lẫn nhau.

## Ảnh hưởng văn hóa
- Anna Komnene đóng vai trò thứ yếu trong cuốn tiểu thuyết năm 1832 của Sir Walter Scott với tựa đề Bá tước Robert thành Paris.
- Các tài liệu hư cấu kể về cuộc đời của bà được giới thiệu trong cuốn tiểu thuyết năm 1928 Anna Comnena của Naomi Mitchison, cuốn tiểu thuyết năm 1999 dành cho thanh niên có tựa đề Anna thành Byzantium của Tracy Barrett.
- Bà xuất hiện khá nổi bật trong tập đầu tiên của bộ ba tiểu thuyết Thập tự quân của nhà văn Ba Lan Zofia Kossak-Szczucka, sáng tác vào năm 1935.
- Một cuốn tiểu thuyết được viết năm 2008 của nhà văn người Albania Ben Blushi gọi là Living on an Island (Sống trên hoang đảo) có nhắc đến vị công chúa này.
- Tiểu thuyết Аз, Анна Комнина (Az, Anna Komnina, dịch thành: Tôi, Anna Comnena) được sáng tác bởi Vera Mutafchieva, nhà văn và sử gia Bungari.[30]
- Bà còn là nhân vật phụ trong cuốn tiểu thuyết về cuộc Thập tự chinh năm 1101 của Nan Hawthorne với nhan đề Beloved Pilgrim (Người hành hương dấu yêu) xuất bản năm 2011.
- Anna xuất hiện trong phần chơi chiến dịch trong game Medieval 2: Total War với vai trò là một công chúa kiêm nhà ngoại giao Đông La Mã, dưới cái tên Anna Comnenus.
- Trong tác phẩm về vụ giết người bí ẩn năm 2006 của Julia Kristeva có nhan đề Án mạng thành Byzantium, Anna Komnene là tiêu điểm của ảo tưởng về mặt học thuật và tình ái của hung thủ trong quá khứ. Cuốn tiểu thuyết chứa đựng nhiều chi tiết đáng kể về cuộc đời, tác phẩm và bối cảnh lịch sử của Anna Komnene.
- Trong dòng tiểu thuyết Chu kỳ Videssos của Harry Turtledove kể về nhân vật Alypia Gavra là một phiên bản hư cấu của Anna Komnene.

## Tổ tiên
| \| \| \| \| \| \| \| \| \| \| \| \| \| \| \| \| \| \| \| \| 16. Isaakios, strategos xứ Thracia? \| \| \| \| \| \| \| \| \| \| \| \| \| \| \| \| \| \| \| \| \| \| \| \| \| \| \| \| \| \| \| \| \| \| \| \| \| \| \| \| \| \| \| \| \| \| \| \| \| \| \| \| \| \| 8. Manuel Erotikos Komnenos \| \| \| \| \| \| \| \| \| \| \| \| \| \| \| \| \| \| \| \| \| \| \| \| \| \| \| \| \| \| \| \| \| \| \| \| \| \| \| \| \| \| \| \| \| \| \| \| \| \| \| \| \| \| 4. Ioannes Komnenos (em của Isaakios I Komnenos) \| \| \| \| \| \| \| \| \| \| \| \| \| \| \| \| \| \| \| \| \| \| \| \| \| \| \| \| \| \| \| \| \| \| \| \| \| \| \| \| \| \| \| \| \| \| \| \| \| \| \| \| \| \| 2. Alexios I Komnenos \| \| \| \| \| \| \| \| \| \| \| \| \| \| \| \| \| \| \| \| \| \| \| \| \| \| \| \| \| \| \| \| \| \| \| \| \| \| \| \| \| \| \| \| \| \| \| \| \| \| \| \| \| \| 10. Alexios Charon \| \| \| \| \| \| \| \| \| \| \| \| \| \| \| \| \| \| \| \| \| \| \| \| \| \| \| \| \| \| \| \| \| \| \| \| \| \| \| \| \| \| \| \| \| \| \| \| \| \| \| \| \| \| 5. Anna Dalassena \| \| \| \| \| \| \| \| \| \| \| \| \| \| \| \| \| \| \| \| \| \| \| \| \| \| \| \| \| \| \| \| \| \| \| \| \| \| \| \| \| \| \| \| \| \| \| \| \| \| \| \| \| \| 11. Adriane Dalassene \| \| \| \| \| \| \| \| \| \| \| \| \| \| \| \| \| \| \| \| \| \| \| \| \| \| \| \| \| \| \| \| \| \| \| \| \| \| \| \| \| \| \| \| \| \| \| \| \| \| \| \| \| \| 1. Anna Komnene \| \| \| \| \| \| \| \| \| \| \| \| \| \| \| \| \| \| \| \| \| \| \| \| \| \| \| \| \| \| \| \| \| \| \| \| \| \| \| \| \| \| \| \| \| \| \| \| \| \| \| \| \| \| 24. Andronikos Doukas \| \| \| \| \| \| \| \| \| \| \| \| \| \| \| \| \| \| \| \| \| \| \| \| \| \| \| \| \| \| \| \| \| \| \| \| \| \| \| \| \| \| \| \| \| \| \| \| \| \| \| \| \| \| 12. Ioannes Doukas (em của Konstantinos X Doukas) \| \| \| \| \| \| \| \| \| \| \| \| \| \| \| \| \| \| \| \| \| \| \| \| \| \| \| \| \| \| \| \| \| \| \| \| \| \| \| \| \| \| \| \| \| \| \| \| \| \| \| \| \| \| 6. Andronikos Doukas \| \| \| \| \| \| \| \| \| \| \| \| \| \| \| \| \| \| \| \| \| \| \| \| \| \| \| \| \| \| \| \| \| \| \| \| \| \| \| \| \| \| \| \| \| \| \| \| \| \| \| \| \| \| 13. Eirene Pegonitissa \| \| \| \| \| \| \| \| \| \| \| \| \| \| \| \| \| \| \| \| \| \| \| \| \| \| \| \| \| \| \| \| \| \| \| \| \| \| \| \| \| \| \| \| \| \| \| \| \| \| \| \| \| \| 3. Eirene Doukaina \| \| \| \| \| \| \| \| \| \| \| \| \| \| \| \| \| \| \| \| \| \| \| \| \| \| \| \| \| \| \| \| \| \| \| \| \| \| \| \| \| \| \| \| \| \| \| \| \| \| \| \| \| \| 28. Ivan Vladislav xứ Bulgaria \| \| \| \| \| \| \| \| \| \| \| \| \| \| \| \| \| \| \| \| \| \| \| \| \| \| \| \| \| \| \| \| \| \| \| \| \| \| \| \| \| \| \| \| \| \| \| \| \| \| \| \| \| \| 14. Troian xứ Bulgaria \| \| \| \| \| \| \| \| \| \| \| \| \| \| \| \| \| \| \| \| \| \| \| \| \| \| \| \| \| \| \| \| \| \| \| \| \| \| \| \| \| \| \| \| \| \| \| \| \| \| \| \| \| \| 29. Maria \| \| \| \| \| \| \| \| \| \| \| \| \| \| \| \| \| \| \| \| \| \| \| \| \| \| \| \| \| \| \| \| \| \| \| \| \| \| \| \| \| \| \| \| \| \| \| \| \| \| \| \| \| \| 7. Maria xứ Bulgaria \| \| \| \| \| \| \| \| \| \| \| \| \| \| \| \| \| \| \| \| \| \| \| \| \| \| \| \| \| \| \| \| \| \| \| \| \| \| \| \| \| \| \| \| \| \| \| \| \| \| \| \| \| \| 15. Kontostephane Aballanta? \| \| \| \| \| \| \| \| \| \| \| \| \| \| \| \| \| \| \| \| \| \| \| \| \| \| \| \| \| \| \| \| \| \| \| \| \| \| \| \| \| \| \| \| \| \| \| \| \| \| \| \| |                                                   |  |  |  |  |  |  |  |  |  |  |  |  |  |  |  |
| |                                                   |  |  |  |  |  |  |  |  |  |  |  |  |  |  |  |
| | 16. Isaakios, strategos xứ Thracia?               |  |  |  |  |  |  |  |  |  |  |  |  |  |  |  |
| |                                                   |  |  |  |  |  |  |  |  |  |  |  |  |  |  |  |
| |                                                   |  |  |  |  |  |  |  |  |  |  |  |  |  |  |  |
| | 8. Manuel Erotikos Komnenos                       |  |  |  |  |  |  |  |  |  |  |  |  |  |  |  |
| |                                                   |  |  |  |  |  |  |  |  |  |  |  |  |  |  |  |
| |                                                   |  |  |  |  |  |  |  |  |  |  |  |  |  |  |  |
| | 4. Ioannes Komnenos (em của Isaakios I Komnenos)  |  |  |  |  |  |  |  |  |  |  |  |  |  |  |  |
| |                                                   |  |  |  |  |  |  |  |  |  |  |  |  |  |  |  |
| |                                                   |  |  |  |  |  |  |  |  |  |  |  |  |  |  |  |
| | 2. Alexios I Komnenos                             |  |  |  |  |  |  |  |  |  |  |  |  |  |  |  |
| |                                                   |  |  |  |  |  |  |  |  |  |  |  |  |  |  |  |
| |                                                   |  |  |  |  |  |  |  |  |  |  |  |  |  |  |  |
| | 10. Alexios Charon                                |  |  |  |  |  |  |  |  |  |  |  |  |  |  |  |
| |                                                   |  |  |  |  |  |  |  |  |  |  |  |  |  |  |  |
| |                                                   |  |  |  |  |  |  |  |  |  |  |  |  |  |  |  |
| | 5. Anna Dalassena                                 |  |  |  |  |  |  |  |  |  |  |  |  |  |  |  |
| |                                                   |  |  |  |  |  |  |  |  |  |  |  |  |  |  |  |
| |                                                   |  |  |  |  |  |  |  |  |  |  |  |  |  |  |  |
| | 11. Adriane Dalassene                             |  |  |  |  |  |  |  |  |  |  |  |  |  |  |  |
| |                                                   |  |  |  |  |  |  |  |  |  |  |  |  |  |  |  |
| |                                                   |  |  |  |  |  |  |  |  |  |  |  |  |  |  |  |
| | 1. Anna Komnene                                   |  |  |  |  |  |  |  |  |  |  |  |  |  |  |  |
| |                                                   |  |  |  |  |  |  |  |  |  |  |  |  |  |  |  |
| |                                                   |  |  |  |  |  |  |  |  |  |  |  |  |  |  |  |
| | 24. Andronikos Doukas                             |  |  |  |  |  |  |  |  |  |  |  |  |  |  |  |
| |                                                   |  |  |  |  |  |  |  |  |  |  |  |  |  |  |  |
| |                                                   |  |  |  |  |  |  |  |  |  |  |  |  |  |  |  |
| | 12. Ioannes Doukas (em của Konstantinos X Doukas) |  |  |  |  |  |  |  |  |  |  |  |  |  |  |  |
| |                                                   |  |  |  |  |  |  |  |  |  |  |  |  |  |  |  |
| |                                                   |  |  |  |  |  |  |  |  |  |  |  |  |  |  |  |
| | 6. Andronikos Doukas                              |  |  |  |  |  |  |  |  |  |  |  |  |  |  |  |
| |                                                   |  |  |  |  |  |  |  |  |  |  |  |  |  |  |  |
| |                                                   |  |  |  |  |  |  |  |  |  |  |  |  |  |  |  |
| | 13. Eirene Pegonitissa                            |  |  |  |  |  |  |  |  |  |  |  |  |  |  |  |
| |                                                   |  |  |  |  |  |  |  |  |  |  |  |  |  |  |  |
| |                                                   |  |  |  |  |  |  |  |  |  |  |  |  |  |  |  |
| | 3. Eirene Doukaina                                |  |  |  |  |  |  |  |  |  |  |  |  |  |  |  |
| |                                                   |  |  |  |  |  |  |  |  |  |  |  |  |  |  |  |
| |                                                   |  |  |  |  |  |  |  |  |  |  |  |  |  |  |  |
| | 28. Ivan Vladislav xứ Bulgaria                    |  |  |  |  |  |  |  |  |  |  |  |  |  |  |  |
| |                                                   |  |  |  |  |  |  |  |  |  |  |  |  |  |  |  |
| |                                                   |  |  |  |  |  |  |  |  |  |  |  |  |  |  |  |
| | 14. Troian xứ Bulgaria                            |  |  |  |  |  |  |  |  |  |  |  |  |  |  |  |
| |                                                   |  |  |  |  |  |  |  |  |  |  |  |  |  |  |  |
| |                                                   |  |  |  |  |  |  |  |  |  |  |  |  |  |  |  |
| | 29. Maria                                         |  |  |  |  |  |  |  |  |  |  |  |  |  |  |  |
| |                                                   |  |  |  |  |  |  |  |  |  |  |  |  |  |  |  |
| |                                                   |  |  |  |  |  |  |  |  |  |  |  |  |  |  |  |
| | 7. Maria xứ Bulgaria                              |  |  |  |  |  |  |  |  |  |  |  |  |  |  |  |
| |                                                   |  |  |  |  |  |  |  |  |  |  |  |  |  |  |  |
| |                                                   |  |  |  |  |  |  |  |  |  |  |  |  |  |  |  |
| | 15. Kontostephane Aballanta?                      |  |  |  |  |  |  |  |  |  |  |  |  |  |  |  |
| |                                                   |  |  |  |  |  |  |  |  |  |  |  |  |  |  |  |
| |                                                   |  |  |  |  |  |  |  |  |  |  |  |  |  |  |  |